# Линь Дай
Линда Линь Дай (кит. 林黛, 26 декабря 1934 — 17 июля 1964 года) — гонконгская киноактриса, звезда фильмов на севернокитайском языке студии «Shaw Brothers» 1950 — начала 1960-х годов.

## Биография
Актриса родилась в 1934 году в Наньнине в провинции Гуанси в семье политика Чэн Сыюаня под именем Чэн Юэжу (кит. 程月如). Вскоре после её рождения отец уехал на учёбу в Италию, и маленькая девочка вместе с матерью уехала в уезд Биньян, где проживали родственники матери. По возвращении Чэн Сыюаня брак распался, и в 1940 году он официально развёлся с женой. В 1940 году девочка с матерью переехали в Гуйлинь, а в 1948 году — в Гонконг.
Формальное начало кинокарьеры Линь Дай относится к 1951 году, когда хозяин студии «The Great Wall» Юань Ян предлагает ей годовой контракт со своей студией. Однако в течение этого года девушка не была занята ни в одном фильме; при этом, руководство студии обязало своих актёров — включавших, помимо самой Линь Дай, Ли Лихуа, Хуан Хэ и Янь Цзюня — посещать «курсы», которые на деле оказались марксистско-ленинским кружком. По истечении контракта Линь Дай отказалась его продлевать. Попытка студии принудить её к возвращению вложенных в неё за время контракта средств вылилась в её первую попытку самоубийства приёмом снотворного, которая не привела к её смерти, но вызвала большой резонанс в прессе; ряд людей из администрации студии были депортированы, а актёрам открылась возможность работы с другими студиями.
В 1952 году уже сделавший себе имя на сцене и осваивающий режиссёрскую стезю Янь Цзюнь (в будущем известный режиссёр, а в 1957—1980 годах — муж «Королевы азиатского кино» Ли Лихуа), сотрудничавший с Yonghua Studios, уговаривает руководителя студии Ли Цзуюна дать ему возможность сделать «звезду» из молодой актрисы, что с успехом и делает первым же фильмом «Цуйцуй» 1953 года по повести Шэнь Цунвэня.
Сняв еще несколько фильмов с Yonghua Studios и другими компаниями, тандем Янь Цзюня и Линь Дай приходит на студию Shaw Brothers, где Линь Дай становится одной из главных звезд, заработав в период 1957—1961 годов четыре приза Азиатско-тихоокеанского кинофестиваля за лучшую женскую роль.

### Личная жизнь
Временно находясь в США и посещая курсы драмы и лингвистики Колумбийского университета в Нью-Йорке, Линь Дай познакомилась с Лунь Шэнсюнем, сыном бывшего губернатора провинции Юньнань Лун Юня, за которого 12 февраля 1961 года в Гонконге вышла замуж. Их сын Лун Чжунхань родился 6 апреля 1963 года. Также крестной дочерью актрисы несколько раньше (в 1961) стала юная актриса Фун Поупоу.

### Смерть
В июле 1964 года, испытывая семейный и творческий кризис, Линь Дай совершила самоубийство, приняв сверхдозу снотворного и дополнительно отравившись газом, не дожив и до 30 лет. Несколько недоснятых фильмов с её участием The Lotus Lamp и Blue And Black (I и II) были выпущены в прокат лишь через год после её смерти, с частичной досъемкой её ролей с актрисой Элси Ту (кит. 杜蝶, кант. Do Dip).
Смерть Линь Дай положила начало продолжительной череде самоубийств среди гонконгских актрис: вслед за ней из жизни по собственной воли ушли другие актрисы компании Shaw Brothers: Мо Чоу (莫愁, Lily Mo Chou, 1965 год, 31 год), Ли Тин (1966 год, 25 лет), Дин Хао (1967 год, 27 лет), Бетти Ло Ти (1968 год, 31 год), Маргарет Ту Чуань (1969 год, 27 лет), Бай Сяомань (白小曼, 1974 год, 18 лет), Патрисия Лам Фун (1976 год, 37 лет).

## ПризыАзиатско-тихоокеанского кинофестиваля
- 1957 — «Золотой лотос» — «Лучшая женская роль».
- 1958 — «Дяочань» — «Лучшая женская роль».
- 1961 — «Les Belles» — «Лучшая женская роль».
- 1962 — «Бесконечная любовь» — «Лучшая женская роль».
- 1966 — «Лазурь и тьма» — «Лучший фильм», «Специальный Приз» Линь Дай (посмертно).

## Память об актрисе
- Линь Дай была удостоена включения в первый выпуск (1995 года) серии почтовых марок Hong Kong Movie Stars, наряду с тремя другими звёздами — актёром и постановщиком кун-фу фильмов Брюсом Ли и актёрами кантонской оперы Люн Синбо[англ.] и Ям Кимфай[англ.].

## Фильмография
| Год  | Китайское название               | Транскрипция                                                   | Английское название                                                                    | Русский перевод названия                  | Роль                                         |
| ---- | -------------------------------- | -------------------------------------------------------------- | -------------------------------------------------------------------------------------- | ----------------------------------------- | -------------------------------------------- |
| 1953 | 翠翠                             | cuì cuì                                                        | Singing under the Moon / Duel under the Moon                                           | Цуйцуй                                    | Цуйцуй                                       |
| 1954 | 春天不是讀書天                   | chūntiān bùshi dú shū tiān                                     | Spring is in the air / Spring Blues                                                    |                                           | Чжун Фэнъи                                   |
| 1956 | 杏花溪之戀                       | xìng huā xī zhī liàn                                           | Love is like a running brook / Romance by the Almond Blossom Brook / Love by the brook |                                           | Сунь Сяофэн                                  |
| 1956 | 漁歌                             | yú gē                                                          | Fisherman’s Delight / Fishing Song / The Fisherman’s Daughter                          | Песнь рыбака                              | Ин                                           |
| 1956 | 菊子姑娘                         | Kikuko gūniang                                                 | Miss Kikuko                                                                            | Кикуко                                    | Кикуко Ямада                                 |
| 1956 | 追                               | zhuī                                                           | The Chase / Ever on the Trail                                                          | Погоня                                    | Чжан Сюцзюань                                |
| 1956 | 亂世妖姬                         | luàn shì yāo jī                                                | Siren / Beauty in the Maelstrom                                                        |                                           | Ши Лифан                                     |
| 1956 | 歡樂年年                         | huān lè niánnián                                               | Merry-Go-Round                                                                         |                                           | Цзинь                                        |
| 1956 | 梅姑                             | méi gū                                                         | The Orphan Girl                                                                        |                                           | Мэйцзе                                       |
| 1956 | 金鳳                             | Jīn Fèng                                                       | Golden Phoenix                                                                         | Золотой Феникс / Цзинь Фэн                | Цзинь Фэн                                    |
| 1957 | 亡魂谷                           | wáng hún gŭ                                                    | The Valley of the Lost Soul                                                            | Долина духов                              | Цуй Линсю                                    |
| 1957 | 香港東京蜜月旅行                 | Xiānggăng Dōngjīng mìyuè lǚ háng                               | Hong Kong Tokyo Honeymoon / Hongkong-Tokyo Honeymoon                                   |                                           | Шэнь Лихуа                                   |
| 1957 | 春光無限好                       | chūnguāng wú xiàn hăo                                          | A Mellow Spring                                                                        |                                           | Цзы Цинь                                     |
| 1957 | 情場如戰場                       | qíng chăng rú zhàn chăng                                       | The Battle of Love                                                                     | Любовь — поле битвы                       | Е Вэйфан                                     |
| 1957 | 黃花閨女                         | huáng huā guīnü                                                | Lady in Distress / A Forlorn Hope                                                      |                                           | Цзинь Лань                                   |
| 1957 | 金蓮花                           | jīn liánhuā                                                    | Golden Lotus                                                                           | Золотой Лотос                             | Цзинь Ляньхуа («Золотой Лотос»), Шэнь Шувэнь |
| 1957 | 窈窕淑女                         | yǎo tiǎo shú nǚ                                                | A Mating Story                                                                         |                                           | Чжу Ючжэнь, Сяо Чжанма                       |
| 1958 | 紅娃                             | Hóng Wá                                                        | Scarlet Doll                                                                           | Красная Куколка                           | Хун Ва («Красная Куколка»)                   |
| 1958 | 笑聲淚影 / 笑聲淚痕 / 吃耳光的人 | xiao sheng lei ying / xiao sheng lei hen / chi er guang de ren | Laughter and Tears / Humiliation for Sale / The Man Who Gets Slapped                   |                                           | Тао Гуйжу                                    |
| 1958 | 貂蟬                             | Diāo Chán                                                      | Diau Charn / Diau Charn of the Three Kingdoms                                          | Дяочань                                   | Дяочань                                      |
| 1958 | 銀海笙歌                         | yín hăi shēng gē                                               | The Film World’s Merry Song / Stand up and cheer                                       |                                           |                                              |
| 1959 | 嬉春圖                           | xī chūn tú                                                     | Spring Frolic                                                                          | Весенние игры                             | Линь Хайлунь                                 |
| 1959 | 雲裳艷后                         | yún cháng yàn hòu                                              | Cinderella and Her Little Angels                                                       |                                           | Ван Даньин                                   |
| 1959 | 慾網 / 青春的煩惱                | yù wǎng / qīngchūnde fán năo                                   | Desire                                                                                 |                                           | Куан Мэйцзы                                  |
| 1959 | 樑上佳人                         | liáng shàng jiā rén                                            | Lady on the Roof                                                                       |                                           | Чжао Вэньин                                  |
| 1959 | 江山美人                         | jiāngshān měirén                                               | The Kingdom and the Beauty                                                             |                                           | Ли Фэн/Та Фэн                                |
| 1959 | 三星伴月                         | sān xīng bàn yuè                                               | The More the Merrier                                                                   |                                           | Ху Имэй                                      |
| 1960 | 溫柔卿                           | wēn róu qīng                                                   | Bachelors Beware                                                                       |                                           | Дин Сяоюань                                  |
| 1961 | 猿女孟麗絲                       | yuán nǚ Mèng Lìsī                                              | Meng Lisi, Maid of the Jungle                                                          | Мэн Лисы, девушка из джунглей             | Мэн Лисы                                     |
| 1961 | 神仙老虎狗                       | shénxiān lăohŭ gŏu                                             | The Fair Sex                                                                           |                                           | (камео)                                      |
| 1961 | 不了情                           | bù le qíng                                                     | Love Without End                                                                       | Бесконечная любовь                        | Ли Цинцин                                    |
| 1961 | 燕子盜                           | yànzi dào                                                      | The Swallow / The Swallow Thief                                                        |                                           | Инь Ню («Ласточка»)                          |
| 1961 | 千嬌百媚                         | qiān jiāo băi mèi                                              | Les Belles                                                                             | Красотки                                  | Лань Лань                                    |
| 1962 | 白蛇傳                           | bái shé zhuàn                                                  | Madame White Snake                                                                     | Легенда о Белой Змее / Госпожа Белая Змея | Бай Сучжэнь (Белая Змея)                     |
| 1963 | 有口難言                         | yŏu kŏu nán yán                                                | Unspeakable Truths / Golden Silence                                                    | Молчание — золото                         | Ду Чжэньчжу                                  |
| 1963 | 花團錦簇                         | huā tuán jĭn cù                                                | Love Parade                                                                            |                                           | доктор Е Дэмэй                               |

### Фильмы, премьера которых состоялась после смерти актрисы
Часть эпизодов ролей Линь Дай в последних трёх картинах досняты с актрисой Элси Тоу.
| Год  | Китайское название | Транскрипция  | Английское название                    | Русское название             | Роли                                 |
| ---- | ------------------ | ------------- | -------------------------------------- | ---------------------------- | ------------------------------------ |
| 1964 | 王昭君             | Wáng Zhāo Jūn | Beyond the Great Wall / Wang Chao-Chun | Ван Чжаоцзюнь                | наложница Ван Чжаоцзюнь              |
| 1964 | 妲己               | Dá Jǐ         | The Last Woman of Shang                | Дацзи                        | Су Дацзи                             |
| 1965 | 寶蓮燈             | băo lián dēng | The Lotus Lamp                         | Светильник Священного Лотоса | даосская богиня Сань, её сын Чэньсян |
| 1966 | 藍與黑             | lán yǔ hēi    | The Blue and the Black                 | Лазурь и тьма                | Тан Ци                               |
| 1967 | 血痕鏡             | xiě hén jìng  | The Mirror                             | Кровь на зеркале             | Сунь Юся                             |